# Rupert Lladó i Oller
Rupert Lladó i Oller (Rajadell, 1893 - ?, 1936) fou un sindicalista i polític català.
Va néixer a Rajadell, tot i que de jove va viure a Igualada. Era fill de Joan Lladó i Soler (1855-1911) i de Mercè Oller i Mosella. El seu pare era mestre d'instrucció, militava en el carlisme d'Igualada sota la prefectura de Carles Puget i va dirigir durant algun temps el setmanari Sometent (1905-1911).

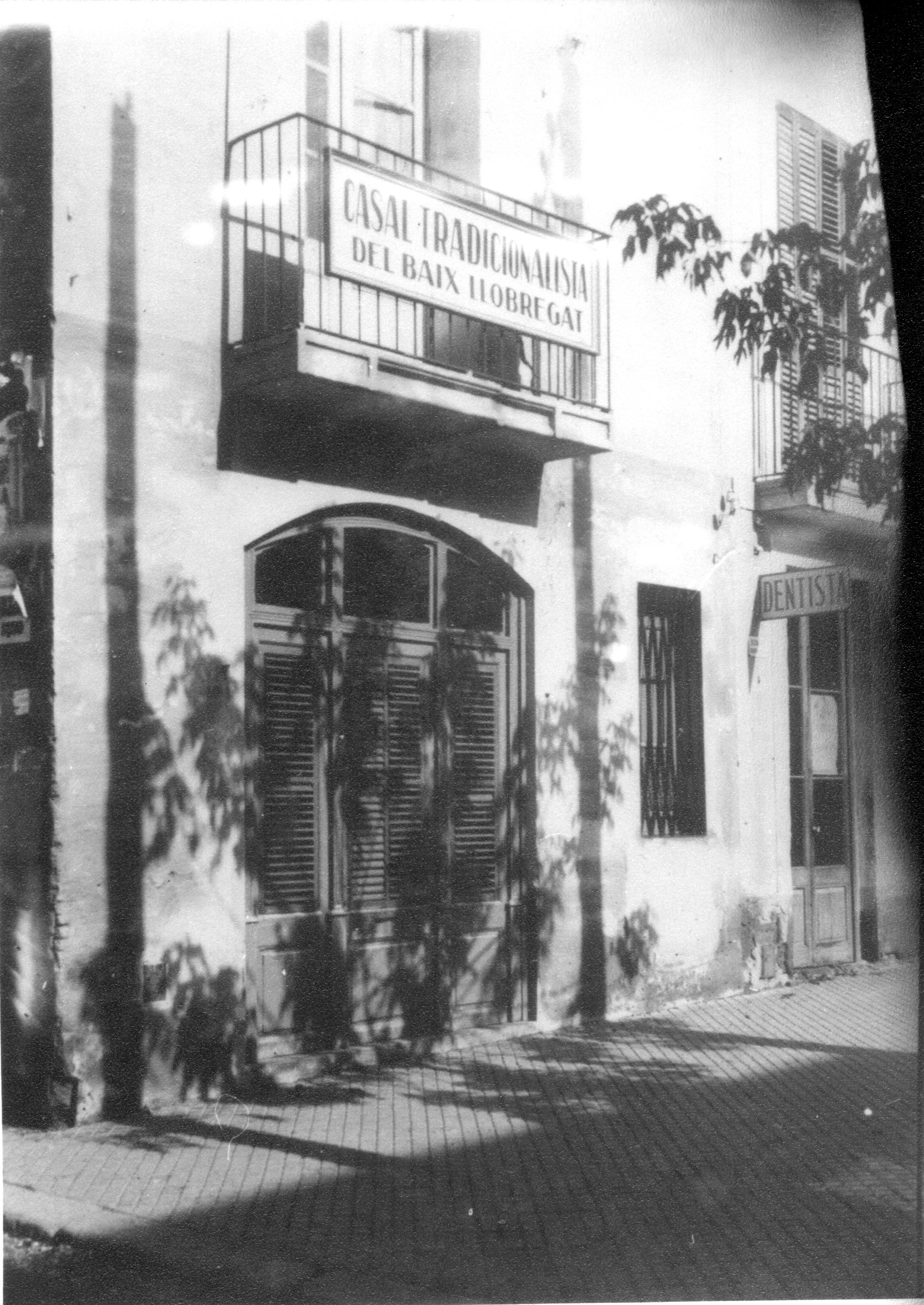
Casal Tradicionalista del Baix Llobregat

Des de jove Rupert Lladó va militar en el jaumisme. Formava part del Requetè i ja el 1910 es va destacar a la festa d'aquesta organització juvenil tradicionalista a Barcelona, el dia de la Immaculada Concepció, amb la lectura d'un exaltat poema carlí titulat Esperanzas. L'any 1912 va visitar el pretendent Jaume de Borbó i de Borbó-Parma al seu castell de Frohsdorf a Àustria, fent el viatge a peu des de Barcelona amb un altre jove.
De professió fou dependent de comerç i l'any 1919 formà part com a vocal de la primera junta del Sindicat Lliure presidida per Ramon Sales, de la qual també en van formar part Salvador Framis, Josep Baró i Josep Gaya. Fou delegat d'aquest sindicat a Sant Andreu. Malgrat els xocs inicials amb el Sindicat Únic, va tractar de que la pugna sindical fos pacífica i al març de 1920 participà en una reunió entre el Sindicat Lliure i el Sindicat Únic a un cafè de Sant Andreu.

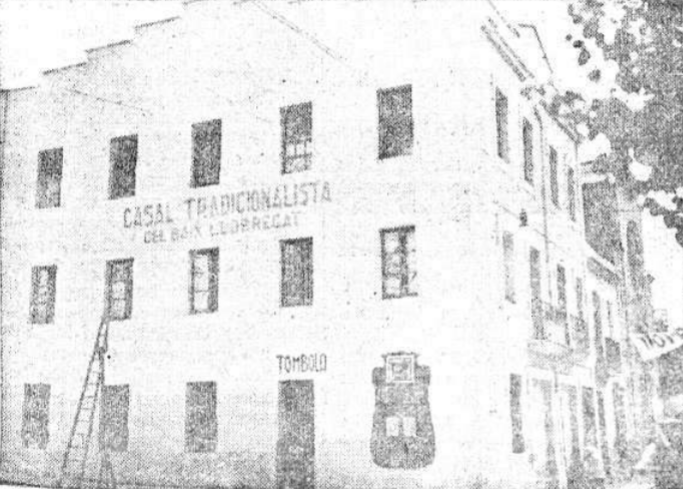
Casal Tradicionalista del Baix Llobregat a Sant Feliu de Llobregat, entre els carrers de la Mercè i Sant Llorenç. Probablement fou cremat el 1936 amb la capella de les monges mercedàries (a la dreta).

En les eleccions al Parlament de Catalunya de 1932 va ser candidat per Barcelona capital a la llista monàrquica carlina i alfonsina Dreta de Catalunya. Durant la Segona República es traslladà a Sant Feliu de Llobregat, on fou soci del Casal Tradicionalista. L'any 1934 va ser designat orientador de la Joventut Tradicionalista del Baix Llobregat i el 1935 va ser nomenat president del Casal Tradicionalista santfeliuenc en substitució de Llorenç Martí.
Després de l'esclat de la Guerra Civil espanyola, desaparegué el 8 de novembre de 1936 i es considera que fou assassinat pels revolucionaris. Els seus fills Joan i Ramon Lladó Fontfreda, estudiants de 22 i 18 anys, respectivament, també van morir assassinats el 23 d'agost a la carretera de Terrassa-Martorell, en el terme municipal de Les Fonts. La mateixa sort va córrer el seu germà Joan Lladó i Oller, sacerdot i canonge de Vic, martiritzat en aquesta ciutat el 20 d'agost. A Sant Feliu hi ha un carrer que duu el nom de Rupert Lladó.